# Silvestr Hibler
Silvestr Hibler (? – 1710), někdy uváděný též jako Silvester Hibler, byl český františkán, kněz, písař, hudebník a někdy bývá považován i za malíře.

## Život
V roce 1681 se zřejmě v Praze připravoval jako klerik na kněžství, jako kněz získal obvyklé právo kazatele. Měl hudební nadání a v roce 1686 působil jako ředitel sboru u P. Marie Sněžné v Praze.. Od řádné provinční kapituly v červnu 1687 působil během následujících 14 měsíců jako vikář kláštera františkánů v Turnově. Opakovaně se byl pak do téže funkce v Turnově zvolen na celkem tři roky pro období od července 1689 do července 1692.
Především však proslul a do dnešní doby na sebe zanechal památku jako písař pergamenových notovaných liturgických rukopisů určených pro modlitbu řeholníků v chóru. Hiblerem napsané chórové modlitební knihy napsané na přelomu 17. a 18. století bychom v této době jistě nalezli v celé řadě konventů české františkánské provincie a dodnes se zachovalo nemalé množství z nich. Na řádové provinční kapitule 4. prosince 1695 byl zvolen vikářem (zástupcem představeného) nedávno založeného kláštera v Zásmukách, v této funkci sloužil jeden rok. Podle některých úsudků pobýval nadále v Zásmukách celý zbytek života, vzhledem k zvyku františkánských řádů přesouvat bratry do jiných klášterů vždy po asi 2-3 letech je nicméně nepravděpodobné, že by Hibler strávil 15 let na jednom místě. Kolofony níže zmíněného graduálu a žaltáře určené pro vratislavský klášter z let 1684 a 1685 naznačují, že Silvestr Hibler mohl v tomto období pobývat v klášteře ve Slaném. Jisté je, že v tomto období, ať již kdekoli, psal další rukopisy a závěr života strávil opět v Zásmukách. V tamějším klášteře také tento „neúnavný písař chorálních knih mateřské provincie“, jak jej cituje zásmucké klášterní nekrologium a pamětní kniha, zemřel 27. ledna 1710 na následky opakované mrtvice. Pohřben byl v místní kostelní kryptě pro řeholníky. 
Podle zápisů v samotných rukopisech (kolofonech, explicitech), případně dle shodného písma a úpravy svazků byl bratr Silvestr Hibler písařem vícero liturgických knih pro různé kláštery. Psal je zpravidla z rozhodnutí provinčních představených (ministrů provinciálů), náklady někdy hradili místní rozhodnutí. Postupně se stal v řádu natolik proslulý jako písař knih pro bohoslužby, že i františkánské soupisy zemřelých jej uvádějí jako "písaře", nikoli klášterního vikáře, jímž byl v Zásmukách, a šlo o zřejmě o jeho nejvyšší dosaženou funkci v řádu běžně ve františkánských soupisech zesnulých uváděnou.

## Liturgické knihy psané Hiblerem

### Kniha pro klášter uP. Marie Sněžnév Praze
- Liber choralis ad usum Fratrum Minorum Reformatorum provinciae Bohemiae conventus s. Mariae ad Nives napsaná roku 1681 Hiblerem, ještě jako klerikem. [9] Je nejstarším známým rukopisem napsaným Hiblerem již v období jeho teologických studií v Praze.

### Knihy pro klášter u sv. Antonína veVratislavi
Hiblerovy písařské schopnosti zaznamenali řádoví představení - provinciálové a pověřili jej tvorbou modlitebních knih pro řádový chór tehdy nově založeného k české provincii františkánů náležejícího konventu sv. Antonína ve Vratislavi. Rukopisy pro vratislavský konvent založený roku 1679 psal Hibler přinejmenším zčásti v Praze a snad ve Slaném v 80. letech 17. století:
- Psalterium per hebdomadam, cum Hymnis. Pergamenový žaltář napsal Hibler dle kolofonu na základě rozhodnutí provinciála Archangela Mascula v roce 1683, část s modlitebními hymny doplnil v Praze roku 1686, tentokrát již z mandátu provinčního ministra Bernarda Sanniga.[10] Obě části jsou bohatě iluminované figurální a ornamentální výzdobou. Úvodní iniciála žaltáře - Kristus na Olivové hoře je signována rokem 1685 a monogramem „F.O.H.”, což zřejmě znamená podpis františkánského iluminátora Oswalda Hermundta činného pro kladský klášter.[11]
- Graduale fratrum minorum de dominicis et sanctis pro choro, ve 2 svazcích: jeden pro neděle a další pro svátky a mimořádné příležitosti. Pro vratislavský konvent byl Hiblerem napsán na pergamenu v letech 1684 (sváteční část) a 1686 (nedělní část) na základě mandátu provinciála Bernarda Sanniga.[12] Explicit 1. části se kromě patrona vratislavského konventu svatého Antonína odvolává na Nejsvětější Trojici, takže je možné, že Hibler psal knihu ve slánském konventu. Oba svazky byly vyzdobeny vícero, přinejmenším dvěma anonymními iluminátory, kteří vytvořili bohaté figurální iniciály, převážně s tematikou Ježíšova pozemského života dle evangelií, Seslání Ducha svatého či s motivem hostie.
- Psalterium pro choro cum hymnis fratrum ordinis minorum rovněž napsaný na pergamenu z rozhodnutí provinciála Sanniga a dokončený bratrem Hiblerem 30. listopadu 1685.[13] Jako i předchozí zmíněný graduál kolofon tohoto žaltáře vzývá Nejsvětější Trojici, a rukopis mohl být psán ve Slaném.

### Knihy proklášter v Zásmukách
Podobně jako v případě konventu ve Vratislavi, i v případě Zásmuky psal Silvestr pergamenové liturgické knihy pro nově založený klášter. Nákup pergamenů pro ně také zajistil hlavní fundátor kláštera hrabě Adolf Vratislav ze Šternberka. Dnes známe:
- Chórový iluminovaný pergamenový graduál napsaný roku 1695, vázaný do bílé kůže s kováním.[14] Základním a jediným výraznějším a figurálním prvkem výzdoby je úvodní malovaná iniciála zpodobňující papeže sv. Silvestra, sedícího u otevřené knihy. Světce doprovází akanty obklopený Šternberský erb (zlatá hvězda v modrém poli) upomínající dárce prostředků na pořízení tohoto graduálu a fundátora místního kláštera Adolfa Vratislava ze Šternberka. Iluminace je signována monogramem „P.E.S.“ a rokem 1709 a kniha tak byla vyzdobena celých 14 let po svém napsání Hiblerem.[15] Zřejmě tak vznikla dosud neidentifikovaným umělcem přímo v Zásmukách, kde byl rukopis užíván a iluminátor vybral téma i na počest Silvestra Hiblera, jenž tehdy zřejmě v zásmuckém konventu také pobýval.
- Antifonář napsaný roku 1696. Písař se v něm nepodepsal, ale dle stylu písma a korpusu knihy lze odvodit, že jím byl Hibler. Výzdobě dominují dvě figurální iniciály: Nanebevzetí Panny Marie (folio 1r) a svatý František z Assisi (fol. 76v), jež jsou signovány rokem 1709, stejně jako předchozí graduál. Autorem výzdoby tak může být týž umělec. [16]
- Missale pro choro pro sloužení soukromých mší v zásmuckém klášterním chóru z roku 1698. Jako jediný známý Hiblerem psaný rukopis nebyl vyzdoben iluminacemi, snad kvůli jeho určení pro osobní, nikoli společnou modlitbu.[17]
- Žaltář napsaný roku 1701, stejně jako ostatní Hiblerovy kodexy velmi úhledným gotickým kaligrafickým písmem. Podle pozdějších přípisků byl hojně užívaný. Úvodní figurální iniciála krále Davida je stejně jako u výše zmíněného graduálu doplněna o text: „P.E.S. 1709“.[18]

### Knihy proklášter u Nejsvětější Trojice ve Slaném
- Antifonář napsaný v letech 1702 až 1704 z rozhodnutí provinciála Řehoře Jeřábka. Jeho psací materiál – pergamen a další náklady zaplatila matronka konventu Kateřina Kotianová (Kauliane ?), vdova měšťanka v Lounech.[19]
- Žaltář ve dvou svazcích, někdy uváděný jako žaltář a hymnář, psaný na pergamenu a dokončený roku 1704. Také na tyto knihy přispěla vdova Kotianová uhrazením nákupu 80 pergamenů. Písař se v knihách nepodepsal, ale dle bloku knihy a písma lze v tvůrci identifikovat Hiblera. Úvodní iniciála Nejsvětější Trojice je figurální, ostatní jsou ornamentální a vytvořil je dle jednotného stylu asi jeden anonymní řádový umělec.[20]

### Knihy pro klášter vHostinném
- Psalterium nocturnum jako dílo S. Hiblera uvádí katalog klášterní knihovny z počátku 18. století, pozdější dochování není známo.[21]

Praktické využívání – chórová modlitba z Hiblerových pergamenových rukopisných knih v období rozvinutého knihtisku je však přinejmenším nejistá. Zatímco v Zásmukách byl žaltář z roku 1701 dle četných pozdější přípisů hojně užíván a spolu s ostatními kodexy až do počátku 20. století uložen a snad i příležitostně užíván na kruchtě kostela, „noční“ žaltář františkáni v Hostinném vůbec v chóru neměli a záhy ho uložili mezi nepotřebné liturgické knihy do bibliotéky v prvním patře kvadratury kláštera. Písařskou tvorbu a následné užívání modlitebních knih na nákladném pergamenu lze vnímat spíše jako náklonnost k tradici, než praktický účel daný např. nedostupností titulů na knižním trhu. Nelze však opomenout, že Hibler psal knihy zejména pro nově zakládané kláštery, kde byly modlitební knihy nezbytností a jejich případné vytištění v počtu několika exemplářů by bylo zcela nerentabilní. Klášterní nekrologia či pamětní knihy františkánů znají více řeholníků písařů a iluminátorů, jejich konkrétní dílo zatím ale zůstalo neidentifikováno.

### Hibler jako malíř a iluminátor?
Žádný z uvedených rukopisů nezaznamenává františkána Silvestra Hiblera jako autora výzdoby. Iluminace jsou anonymní, případně podepsané monogramem, který zatím nenaznačuje souvislost s Hiblerem. Také řádová nekrologia (viz výše) zaznamenávají bratra Silvestra jako významného písaře, nikoli malíře. Iluminované zásmucké rukopisy byly dle datace iniciál vyzdobeny roku 1709, kdy již byly téměř jistě v užívání v Zásmukách a kdy Hibler v tamějším klášteře pobýval. Podpis (monogram?) „P.E.S.“ u iluminací však zatím nebyl rozluštěn. Snad přibližně v téže době (1707?) vzniklo pro zásmucký klášter skřínkové nekrologium - mortuarium s malbami s motivy smrti a dvěma vloženými listy se jmény, patrně původně pověšené na stěně v kostelním chóru pro připomínku a modlitbu za zemřelé bratry. Podle úsudku Vladimíra Ryšlinka byl malířem tohoto mortuaria Silvestr Hibler.  Dle podobného malířského stylu pak bratru Silvestrovi připsal další soudobá malířská díla zásmuckého kláštera: okenice s biblickou tematikou z refektáře, snad dvířka skřínek identifikované jako pocházející z klášterní knihovny, malba (olej na plátně) františkánů před Kristem. Podobný charakter mají také iluminace zmíněných zásmuckých rukopisů, Snad se tedy jednalo o jednoho řádového malíře, jehož identifikaci se ale nepodařilo dosud odhalit a jímž spíše nebyl Hibler vyzdvihovaný v seznamech zesnulých františkánů jako písař.
Bratra Silvestra tak nelze s určitostí považovat ani za autora dnes silně přemalované nástropní malby s námětem dvanáctiletého Ježíše v chrámě a vyobrazeními řádových světců v zásmucké klášterní knihovně. Shodný vavřínový věnec (rám) jako na zásmuckém nekrologiu mají rovněž na plátně malované výplně dvířek skříní s portréty významných členů řádu v knihovně kláštera františkánů (dnes bosých karmelitek) v Dačicích nebo skřínkové nekrologium v kláštera ve Slaném, jejichž autor je anonymní a snad je dle stylu zažitého u františkánů vytvořil jiný řeholník, třeba další malíř Fidél Říp (Rzipp).